# حسين دهيري
حسين دهيري (بالإنجليزية: Hocine Dehiri؛ ولد في 16 سبتمبر 2000 في سيدي امحمد، الجزائر) هو لاعب كرة قدم جزائري يلعب في مركز قلب دفاع في صفوف نادي القادسية الكويتي على سبيل الإعارة من اتحاد الجزائر.

## المسيرة
في 4 ديسمبر 2020، خاض دهيري أول مباراة احترافية مع نادي بارادو ضد النادي الرياضي القسنطيني، حيث دخل كبديل في اللقاء.
بدأ مسيرته كلاعب وسط دفاعي، ثم سرعان ما تم توظيفه في مركز قلب الدفاع.
في سنة 2023، انتقل إلى اتحاد الجزائر، وساهم معه في الفوز بكأس السوبر الأفريقية 2023.
كما استُدعي لأول مرة إلى منتخب الجزائر أ' من قبل مجيد بوقرة للمشاركة في المواجهتين الوديتين ضد منتخب توغو أ'.

## الإنجازات
- كأس السوبر الأفريقية: 2023 مع اتحاد الجزائر
- وصيف كأس السوبر الكويتية: 2025 مع نادي القادسية الكويتي
- وصيف كأس أندية الخليج للأبطال: 2025 مع نادي القادسية الكويتي

## وصلات خارجية
- حسين دهيري  على سكروي